# Белянин, Михаил Фёдорович
Михаил Фёдорович Белянин (10 [23] сентября 1910, Суйск, Рязанский округ — 20 октября 1976, Москва) — советский футболист, тренер по футболу, судья по русскому хоккею, хоккею с шайбой и футболу. Судья всесоюзной категории по футболу (22.03.1949), по хоккею с мячом (1949) и шайбой (1949).

## Биография
В футбол начал играть в московской молодёжной команде «Горняк». Выступал за московские клубные команды «Горняк» и «Каучук».
С 1934 года судил футбольные и хоккейные матчи.
В 1947—48 годах тренер хоккейной команды московского завода «Каучук».
В 1949—55 годах директор стадиона «Каучук» (Москва).
В 1956—75 годах директор стадиона «Спартак» (Ширяево поле, Москва).

## Достижения
судья
- в списках лучших судей за 1948—1949, 1951 года
- судил финал Кубка СССР 1949
- обладатель почётного судейского знака 1957

## Воспитанники
- Рафалов, Марк Михайлович — футбольный судья[2]
- Чистов, Александр Евдокимович — судья по русскому хоккею[3]